# Soba za razgovor
Soba za razgovor (chat room, soba za chat) je vrsta internetske usluge koja omogućuje "razgovor", u stvari, dopisivanje među korisnicima. Ova usluga ne zahtijeva neki posebni softver (chat klijent) niti za nju mora postojati posebni internetski protokol. Sve dopisivanje odvija se preko preglednika, zbog čega je je brzo stjecao popularnost. Zbog toga ga se moglo naći na uobičajenim internetskim stranicama koje sliče na svojevrsne softverske klijente. Korisnik praktično ne mora ništa instalirati, nego samo treba doći na te stranice. Jedino što je nužno jest da webmaster instalira odgovarajući softver na poslužitelj te ga pozvati na nekoj internetskoj stranici, čime aktivira sobu za razgovor.
Soba za razgovor funkcionira tako što dvije ili više osoba dođu na stranicu za razgovor. "Razgovor" odnosno dopisivanje se vodi u stvarnom vremenu, uživo. Dopisivanje se vodi kao i klasično dopisivanje, utipkavanjem rečenica, s time što ovdje rečenica elektronskom brzinom stiže na sudopisnikov zaslon. Ovdje dopisivanje, odnosno komunikacija nije ograničena samo na dvije osobe.